# بکستر (تنسی)
بکستر(به انگلیسی: Baxter) شهری در ایالت تنسی کشور ایالات متحده آمریکا است که جمعیت آن در سرشماری سال ۲۰۱۰ میلادی، ۱٬۳۶۵ نفر بوده‌است.